# Schreibbuch (Einbandart)
Das Schreibbuch ist eine traditionelle Einbandform. Dieser Einband wurde seit dem Ende des 19. Jahrhunderts für Bücher eingesetzt, bei welchen der Inhalt (Text) erst nach dem Binden hinzu kam. Im Besonderen waren das Registerbücher auf Verwaltungen (Geburten-, Ehe-, Sterberegister oder Ähnliches) oder Buchhaltungsbücher. Die Einbandform des Schreibbuchs wurde im 20. Jahrhundert von neuen Systemen, welche mit der Schreibmaschine oder später mit dem Computer nachgeführt werden konnten, verdrängt. Heute werden nur noch wenige Schreibbücher, meist in spezialisierten Betrieben, hergestellt.
Durch die besondere Konstruktion des Einbandes ist beim Schreibbuch ein vollkommen planes Aufschlagen der Seiten möglich (Lay Flat). Das ermöglichte es dem Schreiber, das Buch auch über den Bund zu beschreiben. Die traditionelle Form des Schreibbuches ist das Schreibbuch mit abgesetzten Deckeln, welches auch Sprungrückenbuch genannt wird. Um die Herstellung zu vereinfachen und Kosten zu sparen, wurden im 20. Jahrhundert auch einfachere Einbandformen zur Herstellung von Schreibbüchern entwickelt wie das einfachangesetzte Schreibbuch. Henningsen beschreibt in seinem Handbuch für den Buchbinder zusätzlich broschierte Varianten des Schreibbuchs, welche er jedoch nur für dünne Inhalte empfiehlt.